# Carl Barzilauskas
(en) Statistiques sur pro-football-reference
Carl Joseph Barzilauskas né le 19 mars 1951 à Waterbury (Connecticut) et mort le 20 décembre 2023 à Bloomington (Indiana), est un joueur américain de football américain.

## Carrière

### Université
Carl Barzilauskas étudie à l'université de l'Indiana, jouant avec l'équipe de football américain des Hoosiers.

### Professionnel
Carl Barzilauskas est sélectionné au premier tour du draft de la NFL de 1974 par les Jets de New York au sixième choix. Pour sa première saison, il est defensive tackle remplaçant avant de devenir titulaire lors de la saison 1975, seule  saison où il est titulaire. À partir de 1976 jusqu'à la fin de sa carrière, Carl se retrouve plus souvent sur le banc que sur le terrain. Après la saison 1977, il signe avec les Packers de Green Bay qui le changent d'aile, mais il ne retrouve pas un poste de titulaire pour autant. Il prend sa retraite après la saison 1979.
En six saisons en NFL, Barzilauskas joue soixante-dix matchs dont quatorze comme titulaire, une interception (1978) ainsi que cinq fumbles récupérés.